# ゆずスマイル
『ゆずスマイル』は、ゆずの4作目のミニアルバム。2003年7月30日に発売。発売元はセーニャ・アンド・カンパニー。

## 解説
『ゆずマンの夏』以来となるミニアルバム。アルバムとしてはフルアルバム『すみれ』から約4ヶ月で発売された。
シングル「またあえる日まで」を中心とし、アルバム名にあるように"スマイル"をコンセプトにした作品。「また会える日まで」がテレビ朝日系アニメ『ドラえもん』のエンディングテーマになったことから、視聴層である子供たちに向けた楽曲で構成している。子供たちに親しみを持ってもらうため、CDの他にオリジナルブックレットも付属されている。
期間限定生産であったため、現在は廃盤となっている。前作から引き続き2作連続、通算5作目のオリコンアルバムチャート1位を獲得した。また、現時点で最後のミニアルバムとなっている。

## 収録曲
1. イッツ・ア・スマイルワールド(Instrumental) (0:33)
2. スマイル (3:41)
  - 作詞／作曲:北川悠仁
  - 後にオールタイム・ベスト「YUZU 20th Anniversary ALL TIME BEST ALBUM ゆずイロハ 1997-2017」に収録された。
3. 夏色 (3:22)
  - 作詞／作曲:北川悠仁
  - デビューシングルの表題曲。
4. スマイル音頭 (2:41)
  - 作詞／作曲:北川悠仁
5. 日曜日の午後 (2:39)
  - 作詞／作曲:岩沢厚治
6. またあえる日まで (4:11)
  - 作詞:アドベンチャーキャンプの子供達と北川悠仁／作曲:北川悠仁
  - シングル及びアルバム『すみれ』に収録されたものとは違う、新録版。
7. ほほえみ(Instrumental) (0:34)

## 演奏
- 北川悠仁：Vocal, Acoustic Guitar, Tambourine, Keyboards, 和太鼓, 口笛
- 岩沢厚治：Vocal, Acoustic Guitar, Harp
- 寺岡呼人
  - Computer Programming
  - Bass (#2.5)
  - Keyboards (#1.7)
- 向笠高章：Computer Programming
- 美島豊明：Computer Programming (#3)
- 松永俊弥：Drums (#2.6)
- 小島徹也：Drums (#3)
- 美久月千晴：Bass (#3)
- 百合光平：Bass (#6)
- 伊藤隆博：Keyboards (#4.6)
- 高野勲：Keyboards (#3)
- 河口修二：Electric Guitar (#6)
- 駒沢裕城：Steel Guitar (#3)
- 東京少年少女合唱隊：Chorus (#2)
- アドベンチャーキャンプの子供達：Chorus (#6)
- スマイルクラップス：Hand Clap (#4.6)
- 西村浩二、工藤正和：Trumpet (#2)
- 村田陽一：Trombone (#5)
- 荻野晋：Tuba (#2)
- 南浩之、岡村陽：Horn (#2)
- 山本拓夫：Clarinet, Flute & Brass Arrangement (#2.5)